# Paul Heckmann
Paul Heckmann (* 11. Januar 1909 in Fronhofen; † 5. Mai 1980 in Friedrichshafen) war ein deutscher Verwaltungsjurist.

## Leben
Nach dem Abitur 1929 in Ellwangen studierte er von 1929 bis 1934 Rechtswissenschaften in Tübingen und Berlin. Seit dem Studium war er Mitglied der katholischen Studentenverbindungen KStV Alamannia Tübingen und KStV Guestphalia Berlin. Er absolvierte 1934 die erste und 1939 die zweite juristische Staatsprüfung. Von 1939 bis 1945 leistete er seinen Kriegsdienst und war von Mai bis August 1945 in Gefangenschaft. Danach war er von 1945 bis 1947 Regierungsrat beim Landratsamt Ravensburg. 1947 wurde er Amtsverweser und 1948 Landrat des Landkreises Biberach. Dieses Amt übte er bis 1973 aus.
1971 erhielt er das Bundesverdienstkreuz 1. Klasse.